# 八木勝彦
八木 勝彦（やぎ かつひこ、1952年 -）は、日本の元アマチュア野球選手である。ポジションは投手、外野手。

## 来歴・人物
大宮高校では1970年夏の甲子園県予選でエースとして活躍し、2回戦において、飯能高校を相手にノーヒットノーランを達成。しかし、準々決勝で上尾高校に敗れ、甲子園への出場を果たすことができなかった。同年のドラフト会議で大洋ホエールズから5位指名されたが入団を拒否。
明治大学に進学し、外野手に転向する。東京六大学野球リーグでは、1974年秋季リーグで、首位打者を獲得し、ベストナインにも選ばれた。
大学卒業後は朝日生命に入社。1976年の都市対抗から補強選手として、5年連続出場した。また、2011年の東日本大震災に於いては、同社の福島支社長を務めており復興の任に当たった。